# Quận Waller, Texas
Quận Waller (tiếng Anh:Waller County) là một quận trong tiểu bang Texas, Hoa Kỳ. Quận lỵ đóng ở thành phố Hempstead. Theo kết quả điều tra dân số năm 2000 của Cục điều tra dân số Hoa Kỳ, quận có dân số 32663 người.

## Thông tin nhân khẩu
Theo điều tra dân số năm 2000 2, đã có 32.663 người, 10.557 hộ, và 7.748 gia đình sống trong quận. Mật độ dân số là 64 người cho mỗi dặm vuông (25/km ²). Có 11.955 đơn vị nhà ở với mật độ trung bình là 23 cho mỗi dặm vuông (9/km ²). Cơ cấu chủng tộc của quận gồm 57,83% người da trắng, 29,25% da đen hay Mỹ gốc Phi, 0,49% người Mỹ bản xứ, 0,38% người châu Á, 0,02% người đảo Thái Bình Dương, 10,28% từ các chủng tộc khác, và 1,76% từ hai hoặc nhiều chủng tộc. 19,42% dân số là người Hispanic hay Latino thuộc chủng tộc nào.
Có 10.557 hộ, trong đó 35,10% có trẻ em dưới 18 tuổi sống chung với họ, 55,70% là các cặp vợ chồng sống với nhau, 13,00% có chủ hộ là nữ không có mặt chồng, và 26,60% là không lập gia đình. 21,00% của tất cả các hộ gia đình đã được tạo thành từ các cá nhân và 7,50% có người sống một mình 65 tuổi trở lên đã được người. Bình quân mỗi hộ là 2,79 và cỡ gia đình trung bình là 3,25.
Trong quận, cơ cấu tuổi dân số với 25,70% ở độ tuổi dưới 18, 18,10% 18-24, 26,40% 25-44, 20,50% 45-64, và 9,40% người 65 tuổi trở lên. Tuổi trung bình là 30 năm. Cứ mỗi 100 nữ có 98,70 nam giới. Cứ mỗi 100 nữ 18 tuổi trở lên, đã có 96,10 nam giới.
Thu nhập trung bình cho một hộ gia đình trong quận đã được $ 38.136, và thu nhập trung bình cho một gia đình là $ 45,868. Nam giới có thu nhập trung bình $ 34.447 so với 25.583 $ cho phái nữ. Thu nhập trên đầu cho các quận được $ 16,338. Giới 11,50% gia đình và 16,00% dân số sống dưới mức nghèo khổ, trong đó có 20,00% những người dưới 18 tuổi và 12,30% có độ tuổi từ 65 trở lên.